# 第15屆香港電影金像獎
第15屆香港電影金像獎（英語：15th Hong Kong Film Awards）於1996年4月28日舉行，从本届起取消自第一届金像奖评选就设立的十大华语片、十大外语片的项目。

## 评选机制
本届金像奖评选在以往经验的基础上提出了改进办法。评选程序原则上仍分为前后两轮。在第一轮，除有资格的电影工作者(“选民”)投票外，新增加各电影专业团体的票份。导演会、编剧会、演艺协会、摄影师学会、特技公会和新成立的电影美术学会、电影剪辑协会等专业团体可各推荐与本专业有关奖项的5部影片或5位演员。未组成团体的电影作曲、作词者由金像奖协会负责组织一个电影音乐人的临时小组来推荐电影音乐和电影歌曲。专业团体票份占第一轮投票积分的30%，第二轮仍由50人组成的评审团投票选出获奖名单 。

## 獎項統計
| 數目 | 電影名稱 |
| 獲獎 | |
| 6    | 女人四十 |
| 3    | 墮落天使 |
| 2    | 夜半歌聲 |
| 1    | 慈雲山十三太保、紅番區、烈火戰車、和平飯店 |
| 提名 | |
| 10   | 女人四十、烈火戰車 |
| 9    | 墮落天使 |
| 7    | 紅番區、和平飯店 |
| 6    | 夜半歌聲 |
| 2    | 天國逆子、西遊記大結局之仙履奇緣、人間有情、不道德的禮物、花月佳期、仙樂飄飄、刀、南京的基督                                                     |
| 1    | 無味神探、西遊記第壹百零壹回之月光寶盒、不一樣的媽媽、救世神棍、二月三十、慈雲山十三太保、狂野生死戀、霹靂火、給爸爸的信、山水有相逢、香江花月夜 |

### 金像獎電影
| 電影           | 獎項                                                             |
| -------------- | ---------------------------------------------------------------- |
| 女人四十       | 最佳電影、最佳導演、最佳編劇、最佳男主角、最佳女主角、最佳男配角 |
| 墮落天使       | 最佳女配角、最佳攝影、最佳原創音樂                               |
| 夜半歌聲       | 最佳美術指導、最佳服裝造型設計                                   |
| 慈雲山十三太保 | 最佳新演員                                                       |
| 烈火戰車       | 最佳剪接                                                         |
| 紅番區         | 最佳動作設計                                                     |
| 和平飯店       | 最佳原創電影歌曲                                                 |

## 传媒播放
- 现场直播：亚洲电视本港台、卫星电视中文台、香港商业电台雷霆881

## 记事
- 本屆金像獎頒獎典禮首次採用固定主題音樂。該音樂由香港著名作曲家、電影配樂家、歌手盧冠廷作曲，[4]並沿用至今。
- 這是香港電影金像獎自1982年舉辦以來首次有一部電影於同一屆頒獎典禮上奪得「大滿貫」（即同時奪得最佳電影、最佳導演、最佳編劇、最佳男主角及最佳女主角），該部電影為許鞍華執導的《女人四十》。
- 當最佳女主角蕭芳芳上台領獎及發表得獎感受時突然失手放開獎座，獎座掉到地上，頒獎嘉賓謝賢急忙從地上拾回獎座。而蕭芳芳在拾回獎座後表示因為「餓到手軟」而失手。[5]
- 這是亞洲電視在九十年代最後一次直播頒獎典禮，直至2010年才再次直播。無綫電視當年以皇牌遊戲節目《金裝超級無敵獎門人》及電影《唐伯虎點秋香》應戰，其後亞視再奪直播權時，無綫亦再次以「獎門人」系列作競爭。

## 外部連結
- 第十五屆香港電影金像獎得獎名單新版 （页面存档备份，存于）
- 第十五屆香港電影金像獎得獎名單舊版 （页面存档备份，存于）